# Secretaría de Cultura
La Secretaria de Cultura de Mèxic és la Secretaria d'Estat encarregada d'administrar la promoció, el suport i el patrocini d'esdeveniments que propiciïn l'art i la cultura en la nació. El consell estimula, promou i fins i tot coordina diversos esdeveniments culturals del país en el seu desenvolupament, a més de recolzar institucions culturals per tot Mèxic. Va ser coneguda com a Conaculta i des de 2015 va rebre el nou estatus de secretaria.

## Història
En 1921 es va fundar la Secretaría de Educación Pública (SEP), responsable de vetllar tant per l'educació com per la cultura de Mèxic. Alhora, en 1939 i 1946 es fundaren, respectivament, l'Instituto Nacional de Antropología e Historia (INAH) i l'Instituto Nacional de Bellas Artes (INBA). Ambdues institucions descentralitzades de la SEP van ser els primers intents per crear un organisme estatal dedicat a atendre les qüestions culturals. No obstant això, a causa de la riquesa històrica i cultural del país, era necessari comptar amb una sola entitat que es dediqués exclusivament al desenvolupament i foment de l'art i la cultura. Els fonaments per prendre aquesta decisió es troben en els articles 17 i 38 fraccions II, VII, IX, X, XII, XIII, XIV, XVII a XXII, XXVIII i XXIX de la Ley Orgànica de la Administración Pública Federal de Mèxic.
És així com el 7 de desembre de 1988 el govern de la República Mexicana va publicar un decret en el Diario Oficial de la Federación on va declarar la creació del Consell Nacional per a la Cultura i les Arts (Conaculta). Aquesta ordre va declarar al Conaculta com un òrgan administratiu desconcentrat de la SEP autoritzat per coordinar totes les unitats administratives i institucions públiques la labor de les quals és promoure i difondre la cultura i les arts.
Per donar forma final a aquesta nova institució, el 29 de març de 1989 i segons l'acord número 151 publicat en el Diari Oficial de la Federació, es van donar a conèixer les facultats delegades a la presidència del Conaculta.
Des de llavors, el Conaculta desenvolupa activitats en museus, en l'educació, la recerca, en institucions culturals, en biblioteques, en llibreries, publicacions individuals, convocatòries de diversa índole cultural, la cultura en els mitjans de comunicació, sistemes d'informació cultural, informació sobre arts visuals, radioeducació, tallers i conferències.
A partir d'una reforma promoguda per Enrique Peña Nieto, es va dissoldre el Conaculta i es va formar la nova secretaria.

## Presidents
- Govern de Carlos Salinas de Gortari (1988 - 1994) 
  - (1988 - 1992): Víctor Flores Olea
  - (1992 - 1994): Rafael Tovar y de Teresa
- Govern de Ernesto Zedillo Ponce de León (1994 - 2000) 
  - (1994 - 2000): Rafael Tovar y de Teresa
- Govern de Vicente Fox (2000 - 2006) 
  - (2000 - 2006): Sari Bermúdez
- Govern de Felipe Calderón Hinojosa (2006 - 2012) 
  - (2006 - 2009): Sergio Vela
  - (2009 - 2012): Consuelo Sáizar Guerrero

## Secretaris
- Govern d'Enrique Peña Nieto (2012 - 2018) 
  - (2015 - 2016): Rafael Tovar y de Teresa
  - (2017 - 2018): María Cristina García Cepeda

- Govern d'Andrés Manuel López Obrador (2018 - 2024)
  - (2018 - actualitat): Alejandra Frausto Guerrero

## Organismes
Entre els òrgans que formen part del Consell destaquen:

### El Consell
- Biblioteca Vasconcelos
- Centro Cultural Helénico
- Centro de la Imagen
- Centro Nacional de las Artes (CNA)
- Fondo Nacional para la Cultura y las Artes (Fonca)
- Programa Cultural Tierra Adentro
- Coordinación Nacional de Desarrollo Cultural Infantil
- Sistema de Información Cultural
- Coordinación Nacional de Patrimonio Cultural y Turístico
- Coordinación del Sistema Nacional de Fomento Musical
- Dirección General de Asuntos Internacionales
- Dirección General de Bibliotecas
- Dirección General de Culturas Populares[2]
- Dirección General de Publicaciones
- Dirección General de Sitios y Monumentos del Patrimonio Cultural
- Dirección General de Vinculación Cultural
- Red Nacional para el Arte y la Restauración del Patrimonio en AIDO - REDART (Parque Tecnológico de Valencia)
- Fonoteca Nacional
- Dirección General Adjunta de Proyectos Históricos

### Institucions culturals
- Canal 22
- Centro Cultural Tijuana
- Centro de Capacitación Cinematográfica
- Cineteca Nacional
- Educal, Libros y Arte
- Red Nacional para el Arte y la Restauración del Patrimonio en AIDO - REDART (Parque Tecnológico de Valencia)
- Estudios Churubusco Azteca
- Festival Internacional Cervantino
- Instituto Nacional de Antropología e Historia
- Instituto Nacional de Bellas Artes y Literatura
- Instituto Mexicáno de Cinematografía
- Radio Educación
- Centro de Cultura Digital Estela de Luz

### Museus
- Museo Nacional de Culturas Populares
- Museo Nacional de los Ferrocarriles Mexicanos
- Museos del Instituto Nacional de Bellas Artes
- Museo del Palacio de Bellas Artes
- Museo Nacional de Arquitectura
- Museo Nacional de Arte
- Museo Nacional de San Carlos
- Museo de Arte Moderno de México
- Museo Tamayo Arte Contemporáneo
- Museo de Arte Carrillo Gil
- Museo Nacional de la Estampa
- Museo Estudio Diego Rivera
- Museo Mural Diego Rivera
- Museos del Instituto Nacional de Antropología e Historia
- Museo Nacional de Antropología
- Museo Nacional de Historia
- Museo Nacional de las Culturas
- Museo Nacional de las Intervenciones
- Museo Nacional del Virreinato
- Museo de El Carmen
- Galería de Historia - Museo del Caracol
- Museos regionales
- Museos locales
- museos de sitio
- Centros comunitarios
- Museos del Sistema de Información Cultural
- Red Nacional para el Arte y la Restauración del Patrimonio en AIDO - REDART (Parque Tecnológico de Valencia)

### Biblioteques
- Biblioteca de las Artes
- Biblioteca de México
- Red Nacional de Bibliotecas

### Publicacions
- Colección de Periodismo Cultural
- Fondo Editorial Tierra Adentro
- Revista Luna Córnea

### Educació i investigació
- Escuela Nacional de Antropología e Historia (ENAH)
- Escuela Nacional de Conservación, Restauración y Museografía «Manuel Castillo Negrete»
- Escuela de Conservación y Restauración de Occidente
- Escuelas de Iniciación Artística
- Centros de Educación Artística
- Escuela de Artesanías
- Academia de la Danza Mexicana
- Escuela Nacional de Danza Folklórica
- Escuela Nacional de Danza «Nellie y Gloria Campobello»
- Escuela de Diseño
- Escuela Nacional de Pintura, Escultura y Grabado «La Esmeralda»
- Conservatorio Nacional de Música
- Escuela Superior de Música y Danza de Monterrey
- Escuela de Laudería
- Escuela Superior de Música
- Escuela Nacional de Arte Teatral
- Escuela Nacional de Danza Clásica y Contemporánea
- Centro de Investigación Coreográfica
- Centro Nacional de Investigación, Documentación e Información Teatral «Rodolfo Usigli»
- Centro Nacional de Investigación, Documentación e Información Musical «Carlos Chávez»
- Centro Nacional de Investigación, Documentación e Información de la Danza «José Limón»
- Centro Nacional de Investigación, Documentación e Información de Artes Plásticas
- Centro de Capacitación Cinematográfica

### Patrimoni
- Patrimonio Mundial INAH-UNESCO
- Coordinación Nacional de Monumentos Históricos
- Coordinación Nacional de Conservación del Patrimonio Cultural
- Red Nacional para el Arte y la Restauración del Patrimonio en AIDO - REDART(Parque Tecnológico en Valencia)